# Wolfgang Rübsam
Wolfgang Friedrich Rübsam (Gießen, 16 ottobre 1946) è un organista, pianista, compositore e docente tedesco-americano.
Wolfgang Rübsam ha ricevuto la sua formazione musicale in Europa da Erich Ackermann, Helmut Walcha e Marie-Claire Alain e negli Stati Uniti da Robert T. Anderson.
Ha insegnato organo nella Northwestern University di Chicago dal 1974 e dal 1981 è stato organista dell'Università di Chicago.   
Ha avuto il primo riconoscimento internazionale nel 1973, anno in cui si è aggiudicato il Gran Prix di Chartres, per l'interpretazione. La sua carriera da allora si è arricchita di cento registrazioni, molte delle quali hanno ricevuto premi.   
Wolfgang Rübsam dà frequentemente concerti in festival di importanza internazionale e sale da concerto famose, tra cui: Angeles Bach Festival; Wiener Festwochen, Vienna; Lahti International Organ Festival, Finlandia; Royal Festival Hall, Londra; Alice Tully Hall, New York, etc.   
A sua volta, realizza dei master sull'interpretazione del repertorio per organo antico e romantico, così come sull'interpretazione "storicista" della musica di Johann Sebastian Bach nel piano moderno.   
È il direttore dell'impresa di registrazioni "RMC Classical Music" e direttore della serie di registrazioni "The organ encyclopedia" per l'etichetta Naxos.
Rübsam è stato anche definito dalla critica il "Glenn Gould" dell'organo (orgelmagazine.de).